# Ciprian Marica
Ciprian Andrei Marica (ur. 2 października 1985 roku w Bukareszcie, Rumunia) – rumuński piłkarz występujący na pozycji napastnika, reprezentant Rumunii.

## Kariera piłkarska

### Kariera klubowa
Jest wychowankiem Dinama Bukareszt, z którym w wieku siedemnastu lat zadebiutował w Divizii A. W ciągu trzech sezonów gry w tym klubie zdobył z nim dwa tytuły mistrza kraju i dwa Puchary. Pod koniec 2003 roku dołączył do swojego rodaka Răzvana Rața w ukraińskim Szachtarze Donieck, gdzie od lipca 2004 roku trenerem był inny Rumun Mircea Lucescu.
Kiedy latem 2007 za 8 milionów euro Marica przechodził do zespołu mistrza Niemiec VfB Stuttgart, miał już na swoim koncie cztery tytuły mistrzowskie, dwa zdobyte z Dinamem i dwa z Szachtarem.
W I lidze rumuńskiej rozegrał 22 mecze i strzelił 4 gole.
W lipcu 2011 roku Marica podpisał kontrakt z Schalke 04 Gelsenkirchen. We wrześniu 2013 trafił do Getafe, w którym musi grać z imieniem na koszulce, gdyż jego nazwisko po hiszpańsku oznacza „pedał”. W latach 2014–2015 grał w Konyasporze, a w 2016 został zawodnikiem Steauy Bukareszt.

### Kariera reprezentacyjna
W listopadzie 2003 roku w towarzyskim meczu z Włochami po raz pierwszy zagrał w barwach reprezentacji Rumunii. Po zmianie selekcjonera, kiedy w grudniu 2004 roku Anghela Iordănescu zastąpił Victor Pițurcă, stracił miejsce w kadrze. Powrócił do niej dopiero we wrześniu 2006 roku na spotkanie eliminacji do Euro 2008 z Bułgarią, w którym zresztą strzelił gola. Dwa miesiące później zdobył bramkę w towarzyskim wygranym 1:0 meczu z Hiszpanią. Od tej pory jest regularnie powoływany do drużyny narodowej, zwykle występuje jako drugi napastnik, obok Adriana Mutu.

## Sukcesy i odznaczenia

### Sukcesy klubowe
- mistrz Rumunii: 2002, 2004
- zdobywca Pucharu Rumunii: 2003, 2004
- mistrz Ukrainy: 2005 i 2006
- wicemistrz Ukrainy: 2004,
- zdobywca Pucharu Ukrainy: 2004
- zdobywca Superpucharu Ukrainy: 2005

### Sukcesy reprezentacyjne
- uczestnik Mistrzostw Europy w Piłce Nożnej: 2008